# Centro culturale islamico Re Fahd
Il Centro Culturale Islamico Re Fahd è una moschea ed un centro per la cultura islamica che si trova a Buenos Aires in Argentina.
È la più grande Moschea in America Latina. Nel 1995 il Presidente Carlos Menem cedette 34.000 m² di terreno comunale, nella sezione Palermo di Buenos Aires, alla Moschea, dopo una visita di Stato in Arabia Saudita.
Inaugurata nel 2000, la Moschea ed il Centro Culturale sono stati progettati dall'architetto saudita Zuhair Faiz, ed includono sale di preghiera per 1.200 uomini e 400 donne. Il centro culturale ospita una scuola primaria e secondaria, una scuola religiosa ed una foresteria per 50 studenti.